# Chondrosia chucalla
Chondrosia chucalla är en svampdjursart som beskrevs av de Laubenfels 1954. Chondrosia chucalla ingår i släktet Chondrosia och familjen Chondrillidae.
Artens utbredningsområde är havet kring Palau. Inga underarter finns listade i Catalogue of Life.